# Hyaloria europaea
Hyaloria europaea är en svampart som beskrevs av Killerm. 1936. Hyaloria europaea ingår i släktet Hyaloria och familjen Hyaloriaceae.   Inga underarter finns listade i Catalogue of Life.